# Vayres (Żyronda)
Vayres – miejscowość i gmina we Francji, w regionie Nowa Akwitania, w departamencie Żyronda.
Według danych na rok 1990 gminę zamieszkiwało 2491 osób, a gęstość zaludnienia wynosiła 172 osób/km² (wśród 2290 gmin Akwitanii Vayres plasuje się na 177. miejscu pod względem liczby ludności, natomiast pod względem powierzchni na miejscu 788.).